# Siegfried Streller
Siegfried Streller (* 9. Juli 1921 in Ablaß; † 18. Oktober 2015 in Bestensee) war ein deutscher Germanist an der Humboldt-Universität zu Berlin. Er war als Herausgeber tätig.

## Leben
Siegfried Streller war Schüler von Hans Mayer. Er arbeitete von 1969 bis zur Emeritierung 1986 als Professor für deutsche Literatur an der Humboldt-Universität zu Berlin.
Er arbeitete zu Anna Seghers, Heinrich Heine, Heinrich von Kleist, Hans Jakob Christoffel von Grimmelshausen, Martin Luther, Thomas Müntzer und Ulrich von Hutten und hat teilweise deren Texte in der Bibliothek Deutscher Klassiker herausgegeben.
Er war Mitglied der Hochschulgruppe des Kulturbunds an der Humboldt-Universität, einem Gremium, in dem auch Querdenker ihren Platz fanden und das von Streller geschickt und behutsam durch die Klippen der DDR-Wissenschafts- und Kulturpolitik gesteuert wurde. Auf seine maßgebliche Initiative wurde am 5. März 1994 der Kulturring in Berlin e. V. gegründet, dessen Vorsitzender er über zwei Jahre war.
Streller lebte mit seiner Familie im märkischen Bestensee.

## Werke
- Das dramatische Werk Heinrich von Kleists. Habilitationsschrift. Leipzig 1962
- Wortweltbilder. Studien zur deutschen Literatur. Berlin, Weimar: Aufbau-Verlag 1986

## Nekrologe
- Peter Heßelmann: In memoriam Siegfried Streller (1921–2015), In: Simpliciana. Schriften der Grimmelshausen-Gesellschaft XXXVII/2015. S. 463
- Gerhard Schewe: Erinnerungen an Siegfried Streller. In: Kulturnews 12/2015 des Kulturring in Berlin e. V.